# Plesiotriton
Plesiotriton is een geslacht van weekdieren uit de klasse van de Gastropoda (slakken).

## Soorten
- Plesiotriton angustus (Watelet, 1851) †
- Plesiotriton aucoini Lesport, Cluzaud & Verhecken, 2015 †
- Plesiotriton cailloelensis Pacaud, Ledon & Loubry, 2015 †
- Plesiotriton calciatus Pacaud, Ledon & Loubry, 2015 †
- Plesiotriton camiadeorum Lesport, Cluzaud & Verhecken, 2015 †
- Plesiotriton clandestinus Pacaud, Ledon & Loubry, 2015 †
- Plesiotriton evanesco Pacaud, Ledon & Loubry, 2015 †
- Plesiotriton ganensis Lesport, Cluzaud & Verhecken, 2015 †
- Plesiotriton jacquesponsi Pacaud, Ledon & Loubry, 2015 †
- Plesiotriton mirabilis Beu & Maxwell, 1987
- Plesiotriton silinoensis Verhecken, 2011
- Plesiotriton teuleraensis Lesport, Cluzaud & Verhecken, 2015 †
- Plesiotriton vivus Habe & Okutani, 1981
- Plesiotriton volutellus (Lamarck, 1803) †